# Старо село (област Враца)
Вижте пояснителната страница за други значения на Старо село.
Ста̀ро сѐло е село в Северозападна България. То се намира в община Мездра, област Враца.

## География
Старо село се намира в източната част на Община Мездра. Населението му е около 100 души. Релефът е полупланински, климатът е континентален, а почвите са чернозем, глинести, кафяви, горски и др.

## История
Името на с. Старо село произлиза от това, че то е било най-древното в района.

## Население
Преброяване на населението през 2011 г.
Численост и дял на етническите групи според преброяването на населението през 2011 г.:
|                     | Численост | Дял (в %) |
| Общо                | 137       | 100,00    |
| Българи             | 137       | 100,00    |
| Турци               | 0         | 0,00      |
| Цигани              | 0         | 0,00      |
| Други               | 0         | 0,00      |
| Не се самоопределят | 0         | 0,00      |
| Неотговорили        | 0         | 0,00      |

## Личности
- Васил Василев (р. 1933), български офицер и политик, генерал-полковник